# Malerkotla (Staat)
Malerkotla (Maler Kotla) war einer der Fürstenstaaten in der Punjab States Agency von Britisch-Indien. Seine Hauptstadt war der Ort Malerkotla. Die Fürsten waren muslimische Paschtunen, die von Shaikh Sadr ad-Dîn Sadr-i Jahan abstammen, der 1454 eine Tochter des Sultans Bahlul Lodi von Delhi heiratete und mit einigen Dörfern belehnt wurde. Unter den Großmoguln stiegen sie weiter auf, und Bayezid Khan (1800–57) wurde zum Nawab ernannt. Malerkotla war 1809–1947 britisches Protektorat.
Das Fürstentum hatte 1901 eine Fläche von 427 km² und 77.500 Einwohner. Nawab Iftikhar Ali Khan (1947–56) schloss sich am 15. Juli 1948 der Patiala and East Punjab States Union (PEPSU) an und vollzog am 20. August 1948 den Anschluss an Indien. Am 1. November 1956 wurden alle Fürstenstaaten aufgelöst und PEPSU Teil des Bundesstaates Punjab.